# Sillewada
Sillewada (o Sillewara) è una suddivisione dell'India, classificata come census town, di 8.503 abitanti, situata nel distretto di Nagpur, nello stato federato del Maharashtra. In base al numero di abitanti la città rientra nella classe V (da 5.000 a 9.999 persone).

## Geografia fisica
La città è situata a 21° 18' 05 N e 79° 07' 21 E.

## Società

### Evoluzione demografica
Al censimento del 2001 la popolazione di Sillewada assommava a 8.503 persone, delle quali 4.532 maschi e 3.971 femmine. I bambini di età inferiore o uguale ai sei anni assommavano a 1.037, dei quali 579 maschi e 458 femmine. Infine, coloro che erano in grado di saper almeno leggere e scrivere erano 6.347, dei quali 3.608 maschi e 2.739 femmine.